# ドリトル先生物語 (アニメ)
『ドリトル先生物語』（ドリトルせんせいものがたり、The Voyages of Dr. Dolittle）は、日本とアメリカ合衆国（米国）の合作により製作されたテレビアニメ。1984年に米国で放送され、日本では1990年にOVAとして第6話までが発売された後、NHK衛星第2テレビジョンで全13話が1997年12月24日から1998年4月1日まで放送された。

## 概要
ヒュー・ロフティングの児童文学作品『ドリトル先生』シリーズを原作とするアニメ作品としては1970年に米国で製作され、日本では1972年よりNHKで放送されたテレビアニメ「ドリトル先生航海記」以来のアニメ化であるが、同作品の続編やリメイクではない。米国で『ドリトル先生』シリーズの映像化に関する権利を保有している20世紀フォックスと日本のアニメ制作会社・ナックが共同製作し、米国では1984年に放送された。日本では当初、テレビ放送されず1990年11月21日にMYビデオよりVHSソフト（1巻2話収録）の形式で発売されたが、3巻（6話）を以て発売が打ち切られた。その後、7年を経て未発売となった第7話以降を含めNHKの衛星アニメ劇場枠で全話が放送されている。
2010年12月よりGYAO!で全13話が配信中。また、2012年7月20日に全話のDVDが発売される予定である。

## あらすじ
イギリスの田舎町・パドルビーに住む靴屋の一人息子、トミー・スタビンズは、東洋から珍しい積荷を満載した船が港に停泊するのを見ながら、いつか自分も海の向こうの見知らぬ世界に航海してみたい、と夢を膨らませていた。そんな中、1人の船員が腹痛を訴えて船から担ぎ出され、伝染病を持ち帰ったのではないかと危惧される中、町一番の名医と評判のジョン・ドリトル先生が船員を診察し、船のマストに止まっていたカモメと会話して船員が積荷のドリアンを盗み食いしたのが原因、と特定する場面に遭遇する。
トミーが父のお使いを終えて帰宅する途中、森の中で1匹のリスが鷹に襲われている所に出くわす。トミーは無我夢中で鷹を追い払うが、リスは前足を怪我していた。さっきの先生ならリスを治療してくれるに違いないと思い、町外れにあるドリトル先生の邸宅を訪れたトミーは、先生の家族である動物達の手荒い歓迎を受けながらも、リスを治療してもらう。こうして先生の人柄と、動物の言葉を話せる才能にすっかり惚れ込んだトミーは、先生に頼み込んで助手となり、次の航海へ連れて行ってもらえることになる。

## スタッフ
- 原作 ヒュー・ロフティング
- 企画・製作 西野聖市
- 監督 奥田誠治
- キャラクターデザイン・作画監督 トム・ロイ
- アニメーション制作 ナック

### 主題歌
- オープニング「ドリトル先生の歌」

　　作詞 - 鈴川鉄久 / 作曲・編曲 - 竹村次郎 / 歌 - 市川淳、斎藤愛子 / 合唱 - アニマルチルドレン
- エンディング「弱い動物達を救え」

　　作詞 - 鈴川鉄久 / 作曲・編曲 - 竹村次郎 / 歌 - 市川淳、斎藤愛子 / 合唱 - アニマルチルドレン

## キャスト
| 役名                 | 英語版声優               | 日本語版声優 |
| -------------------- | ------------------------ | ------------ |
| ジョン・ドリトル先生 | ジョン・スティーブンソン | 中村正       |
| トミー・スタビンズ   | ベティ・ジーン・ウォード | 頓宮恭子     |
| マギー・トンプソン   | ジェニー・エリアス       | 三浦雅子     |

## 各話リスト
| 話 | サブタイトル              | シナリオ | 絵コンテ | 演出       |
| -- | ------------------------- | -------- | -------- | ---------- |
| 1  | ドリトル先生 不思議な先生 | 伊東恒久 | 神井裕行 | 神井裕行   |
| 2  | ドリトル先生を助けろ      | 山崎晴哉 | 神井裕行 | 神井裕行   |
| 3  | 世捨て人 ルカ             | 城山昇   | 岡本良雄 | 神井裕行   |
| 4  | アフリカへ出発            | 伊東恒久 | 岡迫和之 | 神井裕行   |
| 5  | 一万匹のサルを救え        | 山崎晴哉 | 新田義方 | 神井裕行   |
| 6  | チーチーよ 生き返れ       | 吉田進   | 奥田誠治 | 神井裕行   |
| 7  | 動物の大将                | 吉田進   | 奥田誠治 | 野村和史   |
| 8  | 太陽の御子                | 吉田進   | 野村和史 | 野村和史   |
| 9  | 海賊バーバリの竜          | 吉田進   | 奥田誠治 | 横山広行   |
| 10 | ぼくのおじさんを助けて    | 吉田進   | 横山広行 | 原田伊佐央 |
| 11 | 恐怖の幽霊船              | 吉田進   | 奥田誠治 | 原田伊佐央 |
| 12 | 我が町 パドルビー         | 吉田進   | 奥田誠治 | 横山広行   |
| 13 | わが友 オシツオサレツ     | 吉田進   | 奥田誠治 | 本橋文雄   |

## DVD
BOX、単巻とも2012年7月20日にラインコミュニケーションズより発売。
DVD-BOX
- 4枚組（1巻のみ4話、2〜4巻各3話収録） LCDV-91048

単巻
1. LCDV-81124
2. LCDV-81125
3. LCDV-81126
4. LCDV-81127